# Megaceros pellucidus
Megaceros pellucidus är en bladmossart som först beskrevs av John William Colenso, och fick sitt nu gällande namn av Eliza Amy Hodgson. Megaceros pellucidus ingår i släktet Megaceros och familjen Dendrocerotaceae. Inga underarter finns listade i Catalogue of Life.